# Fundación Ética Mundial

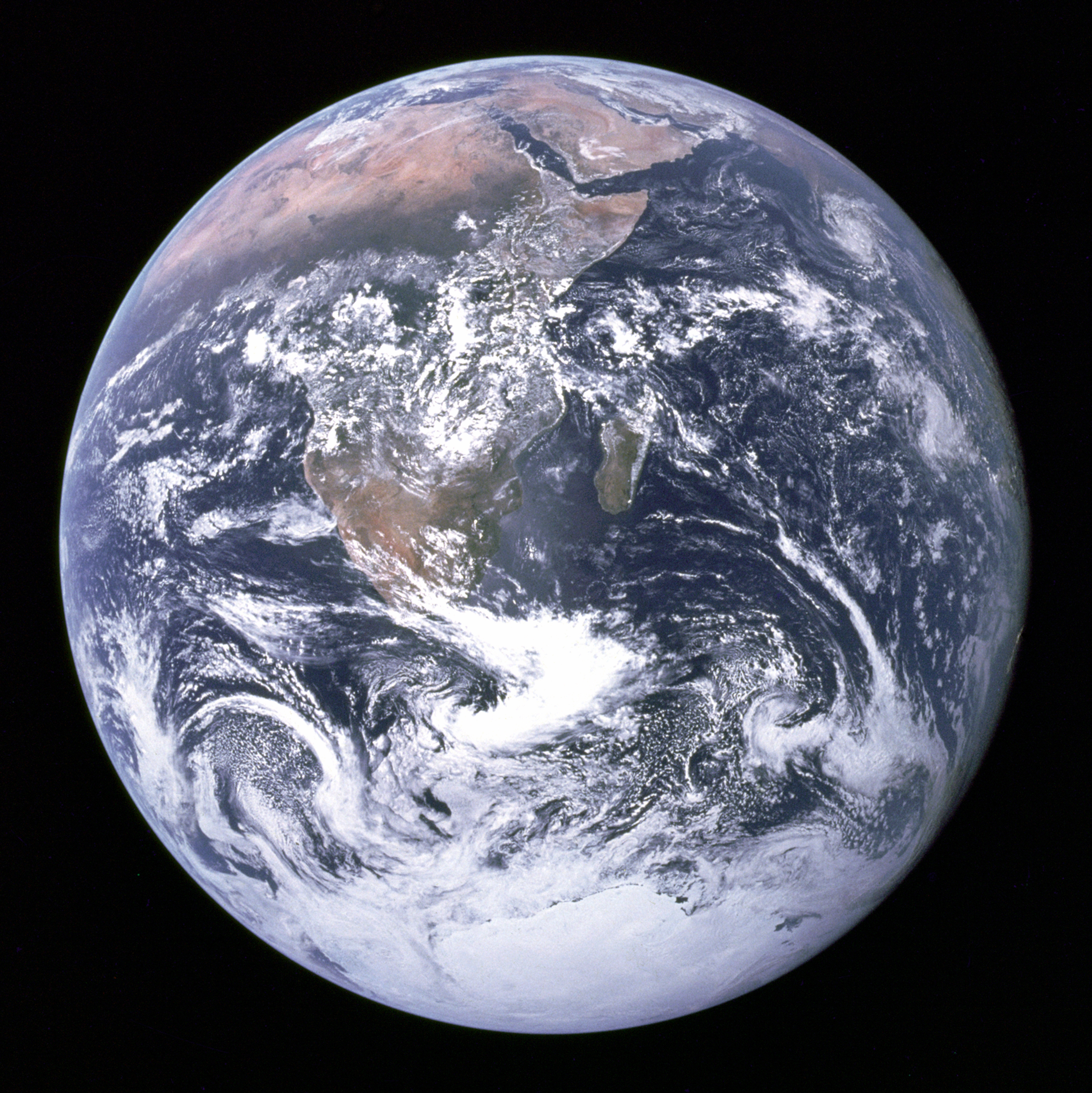
Para la publicación del libro de Küng Proyecto ética mundial, se eligió el planeta Tierra como símbolo del proyecto.

El proyecto Fundación Ética Mundial (en alemán Weltethos) pretende describir los puntos en común entre las distintas religiones del mundo y establecer un conjunto de normas que se basen en unos principios fundamentales aceptados por todas. El proyecto fue iniciado por el teólogo Hans Küng.

## Hipótesis básicas
Las hipótesis en las que se basa el proyecto son los siguientes:
- No hay convivencia en el planeta sin una ética global.
- No hay paz entre los países sin paz entre las religiones.
- No hay paz entre las religiones sin diálogo entre las religiones.
- No hay diálogo entre las religiones sin investigación básica.
- No hay ética global sin cambio de consciencia entre los religiosos y los no religiosos.

Este mundo  necesita una ética; esta sociedad global no necesita una religión única y una ideología única, sino unas cuantas normas, valores, ideales y propósitos que tengan todos en común y que hagan que todos se unan.
Hans Küng, El proyecto ética mundial

## Fundación
La Fundación Ética Mundial persigue alcanzar las metas del proyecto. Fue fundada en 1995 por Karl Konrad, Conde de Gröben, que supo sobre el proyecto a través del libro "Proyecto ética mundial". Konrad puso una importante cantidad de dinero a disposición de la fundación, con cuyos intereses está garantizado su funcionamiento a largo plazo. El presidente de la fundación es Hans Küng.
La fundación se dedica a las siguientes actividades:
- Realización y promoción de una investigación intercultural e interreligiosa:
- Estímulo y realización de un trabajo formativo intercultural e interreligioso:
- Facilitar y apoyar el encuentro intercultural e interreligioso necesario para el trabajo de investigación y de formación: